# Instytut Studiów Iberyjskich i Iberoamerykańskich Uniwersytetu Warszawskiego
Instytut Studiów Iberyjskich i Iberoamerykańskich Uniwersytetu Warszawskiego – jeden z instytutów Wydziału Neofilologii Uniwersytetu Warszawskiego (UW), utworzony w 2000 roku jako sukcesor powstałej w 1972 roku Katedry Iberystyki.

## Historia
Pierwszy lektorat języka hiszpańskiego Uniwersytet Warszawski uruchomił w 1918 roku. Dzięki współpracy z hiszpańską organizacją Junta para Ampliacion de Estudios e Investigaciones Cientificas (JAE) funkcjonował on przynajmniej do połowy lat 30. XX wieku.
W latach 60. XX wieku języka i literatury hiszpańskiej nauczano w Wyższym Studium Języków Obcych (WSJO). W 1972 roku WSJO podzielono na Instytut Lingwistyki Stosowanej i Katedrę Iberystyki, ukierunkowaną na szeroko pojęte studia iberystyczne i iberoamerykanistyczne. Katedra Iberystyki początkowo była częścią Wydziału Filologii Obcych, przekształconego w 1976 roku w Wydział Neofilologii. W 1978 roku w ramach Katedry wyodrębniono sekcję języka i kultury portugalskiej.
Uchwałą Senatu UW z 15 listopada 2000 roku Katedrę Iberystyki przekształcono w Instytut Studiów Iberyjskich i Iberoamerykańskich.
Siedziba Instytutu, a wcześniej Katedry Iberystyki, od lat 70. XX wieku do 2022 roku mieściła się w kampusie centralnym UW, w zabytkowej kamienicy Konstantego Kozłowskiego przy ulicy Oboźnej 8, znanej jako Dom Kupców. Od 2022 roku Instytut znajduje się przy ulicy Dobrej 55, naprzeciwko nowego budynku Biblioteki Uniwersytetu Warszawskiego.
Katedrą Iberystyki kierowali kolejno: Zofia Karczewska-Markiewicz (1972–1975), Jan Kieniewicz (1975–1981), Janina Klawe (1981–1982), Krzysztof Żaboklicki (kurator z Instytutu Romanistyki UW, 1982–1993) i Elżbieta Siarkiewicz (1993–1999, 2001). Dyrektorkami Instytutu były kolejno: Grażyna Grudzińska (2001–2012), Zofia Marzec (2012–2017) i Urszula Ługowska (2017-2024).

## Dyrekcja
- Dyrektor –  prof. ucz. dr hab. Karolina Kumor[1][2]
- Kierownik Studiów – dr Kamil Seruga[1][2]
- Zastępca Dyrektora ds. Kadry i Współpracy – dr hab. Renata Diaz-Szmidt[1][2]
- Zastępca Dyrektora ds. Naukowych – dr Agnieszka Brylak[1][2]

## Struktura
W skład Instytutu wchodzą:
- Zakład Literatur Hiszpańskiego Obszaru Językowego
- Zakład Historii i Kultury Hiszpanii i Ameryki Łacińskiej
- Zakład Interdyscyplinarnych Badań nad Krajami Języka Portugalskiego
- Zakład Brazylianistyki
- Pracownia Językoznawstwa i Dydaktyki Języków Iberyjskich
- Pracownia Teorii i Praktyki Przekładu

## Kierunki kształcenia
Instytut prowadzi studia I stopnia (licencjackie) na kierunkach:
- iberystyka: hispanistyka
- iberystyka: portugalistyka
- hispanistyka stosowana

Studia II stopnia (magisterskie) odbywają się w ramach jednego kierunku – filologii iberyjskiej – do wyboru w sekcjach hiszpańskiej, latynoamerykańskiej, portugalskiej albo brazylijskiej.

## Wydawnictwa
Od 1995 roku wydawane jest przez Katedrę Iberystyki, a następnie Instytut Studiów Iberyjskich i Iberoamerykańskich, czasopismo (obecnie półrocznik) „Itinerarios”.
Od 2006 roku Instytut we współpracy z Muzeum Historii Polskiego Ruchu Ludowego publikuje serię wydawniczą Biblioteka Iberyjska.